# Bed & Breakfast (álbum de Els amics de les arts)
Bed & Breakfast es el segundo álbum de estudio de la banda catalana Els amics de les arts. Fue grabado durante el verano de 2009 en los estudios Nómada 57 de Barcelona y lanzado al mercado el 31 de octubre del mismo año. La gira de presentación del disco bajo el nombre de Gira B&B, inició en el mes de febrero de 2010 y terminó con una serie de dos conciertos finales celebrados en el Palacio de la Música Catalana los días 6 y 7 de febrero de 2011 .
Este disco fue reconocido con distintos premios como Mejor disco de 2009 y Mejor disco de autor en los Premios otorgados por la Revista Enderrock; también fue ganador del Premio Disco Catalán del Año entregado por la emisora Ràdio 4. En septiembre de 2011 sería otorgado al grupo el Disco de oro tras haber superado las 30 mil copias vendidas en todo el Estado español .
En 2010, fue editada una edición especial del álbum que añadía un segundo Disco con las canciones del primer álbum Castafiore Cabaret, junto con algunos temas grabados para ocasiones especiales, incluyendo una versión de All Together Now de The Beatles y la edición en japonés de la canción Per mars i muntanyes.

## Lista de canciones

### Edición original
| N.º | Título                                | Duración |  |
| 1.  | «Jean-Luc»                            | 4:19     |  |
| 2.  | «4-3-3»                               | 4:33     |  |
| 3.  | «Les meves ex i tu»                   | 3:12     |  |
| 4.  | «Liverpool»                           | 4:31     |  |
| 5.  | «L'home que va matar Liberty Valance» | 4:51     |  |
| 6.  | «La merda se'ns menja»                | 3:41     |  |
| 7.  | «L'home que treballa fent de gos»     | 3:54     |  |
| 8.  | «Reykjavik»                           | 4:25     |  |
| 9.  | «Els binocles d'en Pere»              | 4:26     |  |
| 10. | «Super bon noi»                       | 3:33     |  |
| 11. | «Armengol»                            | 7:23     |  |
| 12. | «Bed & Breakfast»                     | 2:36     |  |
| 13. | «Per mars i muntanyes»                | 3:21     |  |

### Reedición de 2010
Disco A

| N.º | Título                                | Duración |  |
| 1.  | «Jean-Luc»                            | 4:19     |  |
| 2.  | «4-3-3»                               | 4:33     |  |
| 3.  | «Les meves ex i tu»                   | 3:12     |  |
| 4.  | «Liverpool»                           | 4:31     |  |
| 5.  | «L'home que va matar Liberty Valance» | 4:51     |  |
| 6.  | «La merda se'ns menja»                | 3:41     |  |
| 7.  | «L'home que treballa fent de gos»     | 3:54     |  |
| 8.  | «Reykjavik»                           | 4:25     |  |
| 9.  | «Els binocles d'en Pere»              | 4:26     |  |
| 10. | «Super bon noi»                       | 3:33     |  |
| 11. | «Armengol»                            | 7:23     |  |
| 12. | «Bed & Breakfast»                     | 2:36     |  |
| 13. | «Per mars i muntanyes»                | 3:21     |  |

Disco B

| N.º | Título                           | Duración |  |
| 1.  | «Déja-Vu»                        | 2:36     |  |
| 2.  | «A vegades»                      | 5:10     |  |
| 3.  | «V.»                             | 3:56     |  |
| 4.  | «L’endocrina»                    | 3:04     |  |
| 5.  | «Exercici Seixanta»              | 5:31     |  |
| 6.  | «El Código da Vinci»             | 2:22     |  |
| 7.  | «Tren Transsiberia»              | 3:36     |  |
| 8.  | «All together now»               | 3:52     |  |
| 9.  | «La merda se’ns menja (directe)» | 3:57     |  |
| 10. | «Umi o koete, yama o koete»      | 3:23     |  |